# Niihau
Ne doit pas être confondu avec Niau.
Niihau (Ni‘ihau en hawaïen) est une île privée de 182 km2 de superficie appartenant depuis 1864 à la famille Robinson (en) et dont l'accès est contrôlé dans le but de protéger la culture hawaïenne. L'île se situe à 28 km à l'ouest de Kauai. L'unique village de l'île s'appelle Puʻuwai, qui signifie terre en hawaiien. 
En 2010, l'île comptait 170 habitants. Son littoral mesure 81 kilomètres de longueur.

## Histoire
Le 7 décembre 1941, le jour de l'attaque de Pearl Harbor, un bombardier japonais endommagé s’écrasa sur l’île après sa mission (la Marine impériale japonaise la croyait inhabitée et avait prévu de l’utiliser pour y récupérer ses pilotes en difficulté). Le pilote Shigenori Nishikaichi fut alors capturé par la population, se libéra et prit quelques otages, fut recapturé et tué au bout de sept jours lors d'une rixe.
L’incident de Niihau fut ensuite l’un des prétextes invoqués pour justifier l’internement des Nippo-Américains dans des camps de concentration quelques mois plus tard, bien qu’il eût probablement eu lieu de toute façon.

## Démographie
| 2010 | - | - | - | - | - |
| ---- | - | - | - | - | - |
| 170  | - | - | - | - | - |

## Langue
À la différence des autres îles de l'archipel hawaïen, c'est un dialecte hawaïen proche du tahitien qui y est parlé au quotidien.

## Économie
Les minuscules coquillages de Niihau sont très prisés pour confectionner des leis (colliers de fleurs, coquillages, graines, plumes, etc.) qui sont vendus très chers.
L'île est apparue dans un épisode de la série Hawaii 5-0.